# 陳策 (1894年)
陈策（1894年4月2日—1949年8月31日），派名陈明唐，字筹硕，海南文昌人，中华民国海军将领、革命者与政治人物。:1-2
陈策就读于广东水师工业学堂（后改名为广东海军学校），曾加入中国同盟会，后参与辛亥革命、护国战争、护法运动等历史事件，帮助孙中山夺取军舰、整顿海军，成为粤系海军的创立者，与東北海軍创立者沈鴻烈并称为“南陈北沈”。六一六事变后，陈策迎护孙中山登永豐艦避难，并指挥海军反击陈炯明的部队。此后，他作为广东的地方实力派，参与了中山舰事件、陈济棠掌粤、宁粤对立、两广事变等历史事件。抗日战争爆发后，其亲自指挥虎门海战，击退大日本帝國海軍。香港保卫战后，陈策率领72位中英将士自日治香港突围，并因而被乔治六世授予大英帝國勳章，成为最早获得KBE勋章的中国人。:1-2
作为国民革命的元老人物，陈策历任中华民国陆海军大元帅大本营参议、广东禁烟局长、抚河船务管理局局长、广东江海防司令、广东海军陆战队司令、第四舰队司令、国民党琼崖党务特派员、琼崖警备司令、琼崖行政专员、黄埔海军学校校长、国民政府军事委员会第二厅海军事务处处长、虎门要塞司令、军事参议院参议、驻港军事代表、国民党港澳总支部主委、广州军事特派员、國民黨廣州市黨部主委、广州市长、廣州綏靖公署副主任等要职，为中国国民党第四届、第五届、第六届中央执行委员。:1-2

## 生平

### 早年生平
清光绪二十年二月廿七日（1894年4月2日）:589，陈策出生于广东省琼州府文昌县（今属海南省文昌市会文镇沙港村）。3岁时，陈策随父亲陈晓山侨居新加坡，直到8岁才回到故乡，就读县立肇新小学。小学毕业后，陈策来到广州，报考广东水师工业学堂。起初，学堂嫌他身材矮小，拒绝录取陈策。后来，陈策据理力争，终获校长青睐，从而被破格录取为试读生。试读期间，陈策为了维持生计，还进入增埗的习艺所学习织布、染布，并成为张发奎的同事。此后，陈策通过考试成为正式生，专修驾驶专业。就读期间，陈策聪颖勤奋，并在火炮实习中表现突出，被誉为“神炮手”，在同学中具有较强的号召力。与陈策同学的有袁良驊、招桂章、林若时、冯肇宪等人:7，他们在国民革命期间被陈策保荐为军舰舰长，构成了粤系海军的班底。 
1911年4月，深受革命思想熏陶的陈策加入中国同盟会，从此开始追随孙中山。同年，黄花岗起义与武昌起义先后爆发，广东咨议局也于11月9日宣告广东独立，由胡汉民出任粵省軍政府都督。之后，胡汉民委任赵士槐为琼崖安抚使，陈策也随赵士槐回到“伪独立”的海南岛，试图令琼崖兵备道范云梯交出权力。然而，由于和平交接无果，赵士槐等革命党人决定攻打瓊州府城，并为此组织学生军，成立炸弹队、敢死队，兵分两路进攻。陈策出任炸弹队队长和两队指挥，与敢死队队长张云逸率领数百人进攻府城，最终却因双方力量悬殊而放弃攻城。1912年中华民国成立后，胡汉民派黄明堂接管海南岛，范云梯闻讯后逃离。学生军因此解散，陈策也回到广东海军学校（改名后的广东水师工业学堂）继续就读。

### 参与反袁斗争
回校后，陈策秘密发起“海校同志会”,筹划反袁起义。1913年，孙中山发动二次革命，陈策亦加入大东门炸弹队,参与讨伐亲袁势力。1914年，孙中山发起中华革命党，陈策潜赴香港，宣誓入党。同年年底，他与教官高宪辰、同学李英杰、袁良驊等人密谋，刺杀龙觐光（时任广惠镇守使，与胞兄龙济光同为亲袁势力）。当龙觐光前至广东海军学校校阅的时候，埋伏在墙角的陈策等人突然将炸弹投向校阅台，吓得龙觐光抱头趴地，侥幸捡回一命。事后，陈策等人逃出军校，藏匿数日，之后才回到学校。
暗杀失败后，陈策又组建“劫舰敢死队”，策动反对龙氏兄弟的武装起义。其时，陈策等二十余人计划夺取龙济光的座舰“宝璧号”，并意图策反周天禄。联系革命军，打算水陆夹击龙氏兄弟的军队。1915年春初，陈策等人趁军舰官兵上岸消遣的时候，秘密前往泊在码头的“宝璧号”，陈策先是扮成送菜肉的伙夫上舰，紧接着高宪辰、袁良骅、李英杰、胡应球、招桂章等人亦身穿海军军服，以寻亲访友为由上舰。已被策反的周天禄见状，连忙将陈策等人带到舰长木金忠的房间。此时，木金忠还在睡觉，高宪辰立即将其杀死。此后，陈策等人冲出舰长室，举着手枪与炸弹高呼：“木金忠罪大恶极，已被我们正法。只有投降，才有活路!”，“宝璧号”遂被陈策等人占据。:10
占据“宝璧号”后，陈策又命令信号兵发出信号，要求附近的“江巩号”炮舰投降。由于“宝璧号”是广东江防舰队中较先进的军舰，“江巩号”也只能投降。陈策指挥两艘军舰驶至车歪炮台附近，炮轰龙济光的广东督军署。然而，革命军并未遵守约定，如期策应陈策的军事行动；龙济光也调动火力，全面追击两艘军舰。在双方力量悬殊的情况下，“劫舰敢死队”弃舰撤退，陈策也逃到香港。在香港期间，陈策仍与各路革命者联系，并为琼崖讨袁军筹募军饷、购置武器。1915年秋，陈策作为第十五期毕业生，从广东海军学校毕业。:10,11
1916年1月下旬，陈策受中华革命军广东司令长官朱执信委托，与杨虎、马伯麟、孙祥夫等“肇和舰起义”参与者谋划，打算再次劫取肇和舰。同年3月7日，陈策率领十余名华侨组成的敢死队，在澳门冒充为乘客，搭乘“永固号”渡轮前往广州。当渡轮靠近黄埔的时候，陈策等人武力挟持渡轮，意图劫夺肇和舰。然而，由于珠江水流湍急，陈策等人无法接近肇和舰，而肇和舰的士兵又发觉陈策等人的行动，便开炮反击。最终，敢死队伤亡惨重，只有陈策等少数人幸免于难。

### 参与护法运动
1917年7月，由于北洋政府拒绝恢复《中华民国临时约法》与中华民国第一届国会，孙中山等人遂南下广州，发起护法运动。同年6月，陈策与夏重民等十余人亦先行从香港回到广州，做好迎接孙中山回粤的准备事宜。6月下旬，陈策前往上海，与林葆怿的第一舰队联系。7月10日，孙中山等人乘應瑞號巡洋艦抵达汕头，陈策则率领事先抵达的海琛号防护巡洋舰迎接孙中山换乘，并随其来到广州。9月19日，在孙中山当选大元帅不久后，陈策被任命为大元帅府参议。随后，陈策又被任命为广东省禁烟局长，负责禁烟工作。:604,605
1917年11月，舊桂系扶持莫荣新担任广东督军一职，此后莫荣新便对孙中山的大元帅府采取敌对态度，甚至派人捕杀数十名在广东招兵的革命党人，气愤的孙中山于1918年1月3日致函莫荣新，要求他承认大元帅府的地位与指挥权:224,225。此前，在1月2日0时，陈策与夏重民等人护卫孙中山登上同安号驱逐舰，并命令豫章號驅逐艦随行；次日凌晨，两艘军舰以密集的火力轰击广东督军署，迫使莫荣新派人登舰求和。事后，莫荣新亲自登门谒见孙中山，以示歉意。
1919年，孙中山派长子孙科前往葡属澳门，以特派员名义设立办事处，负责策动广东省内的部队起义，以对抗旧桂系军阀。由此，陈策被任命为讨贼军第二路副司令，成为李绮庵的副手。就职后，陈策与李绮庵、周之贞等人常于澳门谋划广东舰队起义，而陈策则主张利用海军内部的派系纷争，依靠广东海军学校的14、15期毕业生成事。在陈策的串联下，没多久便引来丁培龙、李福游二人与孙科接触，而孙科则分别任命二人为舰队司令、舰队司令部参谋长。之后，丁、李二人陆续动员了十五位同学与十余名水兵。然而，起义的进展仍旧缓慢。:188
1919年冬，陈策奉命代表“海校同志会”，前往闽南护法区漳州，劝说陈炯明率领援闽粤军回师广东，驱逐旧桂系军阀。而在他与廖仲恺、朱执信的游说下，陈炯明同意了该请求，于1920年率部队返回广东。:607

### 江大舰起义
在孙中山“国民党的存亡也在此一举”的电文催促下，孙科、陈策等人决定于1920年7月15日晚发动起义（即“江大舰起义”）。然而，由于参与起义的江大舰等船只措施不周，军舰官兵又没有做好思想准备等因素，起义进展极不顺利。而江大舰的3名船员则趁军舰在澳门锚泊装煤期间，跑到电报局给广东江防司令发“军舰遭劫”的电报。莫荣新知悉此事后，旋即令人联系澳葡政府，要求扣留江大舰。7月19日，陈策等人接到了“葡政府要扣留此舰，切勿开航”的通知，打算带着江大舰逃出澳门，不料江大舰却在九澳湾搁浅了，陈策等人没法逃出澳门，只能弃舰登岸，被葡澳士兵俘获。:188
陈策被俘后，被关押进白鸽巢监狱，并受到殴打与虐待。关押期间，孙中山的嫡妻卢慕贞常往探视，并给陈策送去食物。由于莫荣新诬控陈策等人为海盗，企图将其引渡回粤，孙中山便委派孙科负责与澳葡政府干涉。经当地贤达卢光功奔走营救，并向葡萄牙大理院上诉，陈策等人终被认定为政治犯，陈策也于9月出狱。:607
出狱后，陈策建立“十五俱乐部”纪念江大舰起义，并于1921年与丁培龙等人将16位遇难者的遗骸从澳门运回广州，葬于沙河海军坟场，竖“江大舰殉难烈士之墓”以资纪念。:189
尽管陈策长期指挥夺舰行动，但在1920年9月27日，旧桂系将领魏邦平、李福林率两万人在广州反正，控制了原广东江防舰队的十余艘军舰；而在莫荣新势力退出广州后，陈炯明派周天禄指挥舰队，这使得陈策无法插手海军事务。1921年12月16日，陈策被任命为抚河船务管理局局长，负责管理西江水运，组织军需的水上运输。:189

### 整顿闽系海军
由于南下的护法舰队受闽籍官兵掌控，对国民革命并不热衷，孙中山决意整顿海军。1922年春，孙中山召见陈策、温树德、马伯麟等人，共同商讨整顿海军事宜。尽管此事遭到胡汉民的反对，但陈策力主起事，称：“事幸而成，则功归政府，事不幸而败……届时可明令通缉陈某，诿为陈某私人海盗行为，不亦可乎？”。孙中山深感其诚，便密令陈策为行动的副指挥，与总指挥温树德负责舰队整顿。1922年4月27日中午，陈策等人分派广东江防舰队各舰，突袭护法舰队。在舰队内应的帮助下，经过激烈战斗，闽系海军控制的海圻舰、海琛艦、肇和舰、永豐艦等近十艘军舰艘皆被广东江防舰队控制。事后，温树德、陈策（于4月29日晋升为广东海军陆战队司令）等人将自己的亲信安插到各舰当舰长，忠于孙中山的粤系海军得以形成。:189,190:21-24

### 讨陈护孙
陈炯明率部回到广东后，与孙中山发生政见分歧，最终于1922年6月16日发动兵变。而在事变的数天前，陈策多次敦请孙中山暂离总统府，但其不为所动。陈策只得在“宝璧号”上秘密召集各舰长，要求各舰严加戒备，预防事变。六一六事变发生后，孙中山仍不愿离开总统府，无奈的秘书林直勉与参军林树巍只得准备小皮包，挟孙中山出逃。不料出逃的一行人被哨兵多次拦截，林直勉便将戴着墨镜、身穿长衫的孙中山称为“自己请的医生”，谎称小皮包是药箱，并通过贿赂顺利逃到天字码头。而海军陆战队的叶剑英则奉陈策之命，护送孙中山等人登上陈策坐镇的“宝璧号”。孙中山登舰后，亲拟讨伐陈炯明的电文，交付陈策拍发。随后，温树德及时赶到，迎接孙中山登永翔舰。:191
然而，陈策并不信任温树德，便召集冯肇宪、招桂章、丁培龙等海军将领开会商议。会后，将领们一致认为永翔舰不安全，决心将孙中山转移到冯肇宪指挥的永丰舰。永丰号的官兵们为了避免引起温树德的怀疑，便驶近永翔舰，以“邀请孙中山上舰训话”为由，将孙中山迎上永丰舰。后来，温树德、汤廷光代表海军与陈炯明的代表叶举签订《粤中海陆军之议和条件》，陈炯明方面也有將官意图谋害孙中山，但陈策的粤系海军仍旧坚持对孙中山效忠，谋害孙中山的密谋也未有成功。:191
此后，陈策参与指挥了6月17日与7月10日的海军军事行动，并安全地将孙中山从黄埔转移到白鹅潭。

### 讨伐沈鸿英
1923年1月，滇桂联军奉孙中山之命，东下讨伐陈炯明势力，意图收复广州。陈策亦奉命自上海返回广州，督率海防舰队由西江开抵梧州，以掩护滇桂联军的军事行动，而在广州被攻克后，陈策则接收了六十多艘广东舰队的军舰。
然而桂系的沈鴻英意图统治广东，便与滇系领袖杨希闵、桂系领袖刘震寰联名邀请胡汉民、邹鲁、魏邦平、陈策等人于1月26日晚到江防司令部滇军杨如轩旅驻地开会，讨论地方善后与卫戍事宜，意图将在穗的国民党要员一网打尽。会议开始后，沈鸿英、杨希闵缺席，由刘震寰主持会议。沈鸿英的部下李易标、刘达庆、黄鸿猷均携卫队参会，并故意挑衅魏邦平，引起纠纷。李易标等人趁着纠纷，开枪射杀参会的国民党要员，尽管胡汉民等人因及时卧倒并未受伤，但陈策的腿部不幸中弹受伤。所幸杨如轩及时制止了纠纷，陈策、胡汉民一行人则由刘震寰、刘玉山保护脱险。
江防事变后，陈策随粵軍第一師退到江门，设立大本营海军办事处，预备讨伐沈鸿英。2月，陈策护卫孙中山回广州。孙中山就任陸海軍大元帥后，陈策于1923年3月14日被任命为广东海防司令，由此正式掌握了粤系海军。陈策上任时，被滇系委任的海防司令麦胜广抵制，陈策因此率领江大、江汉、龙骧、东江、广亨等二十余艘军舰离开广州，驻扎江门，与海防司令部对峙。:192
4月，沈鸿英跳反至北洋政府，与孙中山对抗，陈策则率领舰队沿着西江追击，配合陆军歼击沈鸿英的部队。4月25日，陈策的舰队参与击败了张希栻的部队，功克肇庆。同年夏，陈策指挥舰队配合广西讨贼军总司令黄绍竑，攻取地处两江交汇处的藤县，歼灭卢得洋的一个旅，被认为是“粤桂合作”的先声。
为了筹集军费，陈策利用职务之便，时常派遣舰船为商人护航。一日，护航舰艇与中山县长朱卓文发生冲突，陈策一怒之下直接派军队赶走朱卓文，朱卓文到大元帅府告状后，孙中山便于1924年1月16日免去陈策的广东海防司令职务。:192

### 成为地方实力派
1924年8月，广州商团团长陈廉伯与陈恭受等人从外国订购大量军火，引起国民党方面的注意。8月10日，陈策依照孙中山的指令，派出江固舰载运黄埔军校的学生，旋即在虎门沙角截扣了九千余条德式枪械，是为引爆广州商团事变的“扣械事件”，蒋介石亦参与此次扣械事件。1925年国民政府成立后，陈策担任军事委员会海军局顾问，并于1927年成为广州政治分会委员。1929年3月，陈策在中国国民党三大中当选为候补中央执行委员:546。会后，在国民党广州党部的第三届执监委改选时，陈策又成为该党部的组织部长兼执监委委员。
1928年2月6日，曾发动中山舰事件的李之龙秘密回到广州，旋即被捕。次日，蒋介石得知该信息后，便通知负责广东清党工作的李济深，命令将李之龙押往南京，李济深随后命令承办“李之龙案”的陈策，要求他押送李之龙，然而陈策却于2月8日擅自以“策动海军叛乱罪”在红花岗处死李之龙。:192,193
1929年蒋桂战争爆发后，原先主政广东的李济深被蒋介石囚于汤山，陈策则接受蒋介石命令，拥护陈济棠主政广东。为此，陈策派海虎号炮舰到香港迎陈济棠入粤，并在部下普遍反对的情况下，派舰队赴西江阻拦桂方部队。1929年5月4日，陈策担任中华民国海军第四舰队司令（其已于4月8日担任该舰队的编遣区主任），掌控广东海军；7月22日，他又担任广东治河委员会委员。同年，他成为国民党的琼崖党务特派员。就职期间，桂方策动驻琼独立第二团的两个营，使其发动反蒋兵变，陈策则于12月派遣胞弟陈籍，命其率海军陆战队的一个团进入海南岛，分驻海府、嘉积等地平乱。:193
1930年，陈策连任国民党广州党部执监委委员，并于5月17日担任琼崖警备司令、5月19日担任琼崖行政专员、7月末担任琼崖剿匪司令。陈策意图将统领的广东省保安第二团（由樊宗迟指挥）改编为海军陆战队第二团、广东省保安第一团（由黄固指挥）第三营改编为海军陆战队特务营，遭到樊、黄二人的反抗，最终被陈籍指挥的海军陆战队击溃，陈策便有了一个旅三个团的兵力。
1930年夏，主政海南的陈策呈请中華民國海軍部（由闽系的杨树庄、陈绍宽领导），打算将停办九年的广东海军学校复办，但未能获得批准。于是，陈策挪用部分缉私款举办“第四舰队服务员训练班”，以培养海军初级军官。:193

### 二陈之争

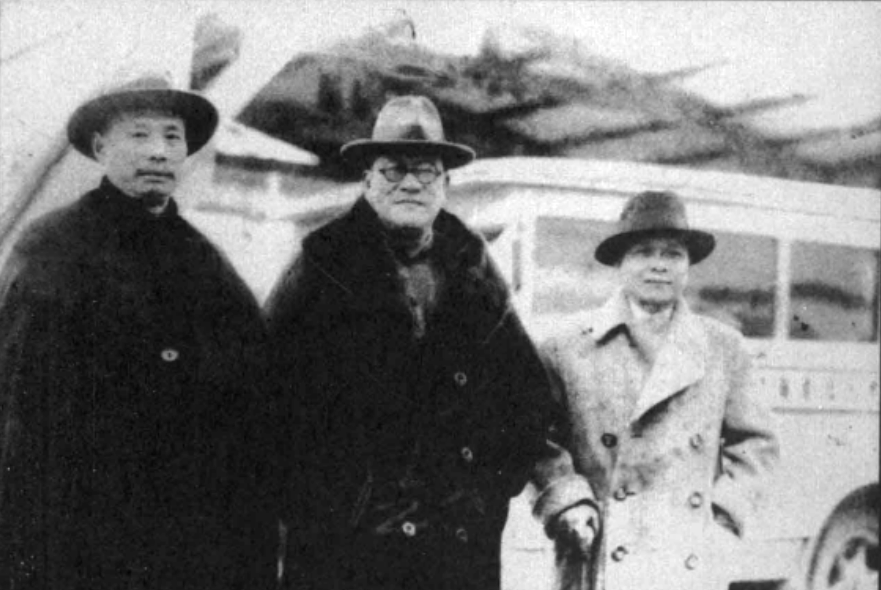
1935年11月，参与国民党五全大会的陈策（右）、叶楚伧（中）与居正（左）

1931年初，由于蒋介石将立法院长胡汉民囚于汤山，古应芬便联合汪精卫、孙科等要员组织“国民党中央委员会非常会议”，于广州另立国民政府（同年12月后，改为半独立的西南政務委員會，服从南京国民政府），自此陷入“宁粤对立”的局势。广州政府委任陈济棠为陆军第一集团军司令，陈策为第一舰队司令、张惠长为空军司令、陈庆云为虎门要塞司令，然而陈策与他的两个盟弟张惠长、陈庆云均隶属孙科的太子派，与想要独霸广东的地方军阀陈济棠存在矛盾。1931年11月，宁、粤均双方开展中国国民党四大，意图解决宁粤对立问题，然而陈济棠对国民党委员的名额分配问题感到不满，便公开抵制粤方的中国国民党四大，迫使主持会议的孙科逃往香港。太子派的陈策便与张惠长调动海军和空军，在虎门与唐家湾集结，逼迫陈济棠退让，使孙科重返广州，自此陈策与陈济棠关系恶化。1931年12月，统一的中国国民党四届一中全会在南京召开，陈策首次当选为中央执行委员:546-547。:193
1932年，陈策再度申请恢复广东海军学校，获西南政务委员会批准，新校名为“黃埔海軍學校”，由陈策出任校长（三个月后由刘永诰接任）。同年，在张惠长、陈庆云被陈济棠撤职后，海军司令部也惨遭裁撤，归陈济棠的第一集团军管辖，陈策也转任第一集团军司令部高等顾问。然而，在香港养病的陈策抵制陈济棠的夺权行动，遂指派中山舰、坚如舰、执信舰等数十艘舰艇集中于赤湾、伶仃洋一带，又指派飞鹰舰、福安舰、海瑞舰、海强舰等舰艇与海军陆战队赴海南岛，交陈庆云负责军务，同时宣布成立独立于陈济棠的“海军行营”。为此，陈济棠于7月4日命令空军袭击海口港，飞鹰舰也在数日后被炸沉，陈策的舰队遂作鸟兽散，陈济棠趁势收编部分军舰。同时，陈济棠下令陈汉光率旅渡过琼州海峡，遣散海军陆战队。同年秋天，陈策被逼出走欧洲，考察海军。至此，陈济棠完全掌控广东，并安插张之英指挥舰队。:193-194
1933年，陈策自欧洲归国，并拟就发展民航业、借由辅助中国海上军事力量的计划。1934年4月4日，陈策被任命为国民政府军事委员会第二厅海军事务处处长。1935年6月，陈策奉中央命令，派人策反唐静海、张凤仁等人，意图让海圻舰、海琛艦与肇和舰脱离陈济棠的控制。然而，海圻舰、海琛艦虽被策动，但行动匆忙，燃料未满，只得停于赤湾附近，并派人到香港求助陈策的堂叔、原中山舰舰长陈涤。陈涤将此事电告陈策后，陈策急忙通过海军事务处向两艘军舰汇款，并亲自到香港接收，将两艘军舰引至南京。:194
1935年11月，中国国民党五大在南京召开，陈策继续当选为中央执行委员:547。1936年，陈策继续奉中央命令，到香港策反陈济棠的军舰，而陈策则在5月初派袁良驊、李英杰到广州活动，并选定四艘鱼雷舰策反，然而到了5月，只有一半的鱼雷舰成功逃到香港。:194

### 指挥虎门海战
陈济棠因两广事变失势后，陈策于1936年8月3日被任命为虎门要塞司令。上任后，陈策便将虎门要塞的守备营扩充为团，并提出加强战备、改良设施的“八大计划”，获国民政府批准实施。1937年中国抗日战争全面爆发后，陈策负责广东的海防工作，决意全力防守虎门。他计划以海周舰、肇和艦配合虎门炮台作战，构筑防御体系。1937年9月14日，虎门海战爆发，日本海军的数艘驱逐舰与夕张号轻巡洋舰向虎门要塞进击，虎门炮台与海周、肇和两舰随即开炮迎击。在激战中，虎门炮台重创一艘敌舰，剩余敌舰接连外逃，广东的空军则对敌舰追踪轰炸。有说法认为，虎门海战创下了中国海军击沉日本军舰的首次记录。此后，直至1938年3月，陈策指挥舰队挫败了日本海军、空军对珠江口的数十次进攻，拖延了日军对“南進論”的实施。:194-195
1938年春，陈策因忙于军务，延误治病，左脚的足疾恶化，只得辞去虎门要塞司令之职，前往香港法国医院就医。经诊断，他的左脚无法痊愈，医生恐其足疾危及到其他部位，便截锯他的左腿，安上义肢。此后，陈策便有了“独脚将军”的绰号。:195

### 保卫香港
1939年，陈策于中国国民党驻港澳总支部担任委员，兼任中国驻香港军事代表。当时，港英当局实行绥靖政策，“中国国民党驻港澳总支部”与“中国军事代表团”无法公开活动，只能凭“荣记行”、“华记行”等商业公司的形式秘密运作。陈策利用他在香港的人脉，配合吴铁城开展抗日工作（包括组织地下抗日武装、组织运送物资、帮助国民党要员转移等），并与主管军事情报的要员郑介民联络港英当局，探讨中英军事合作问题。:195

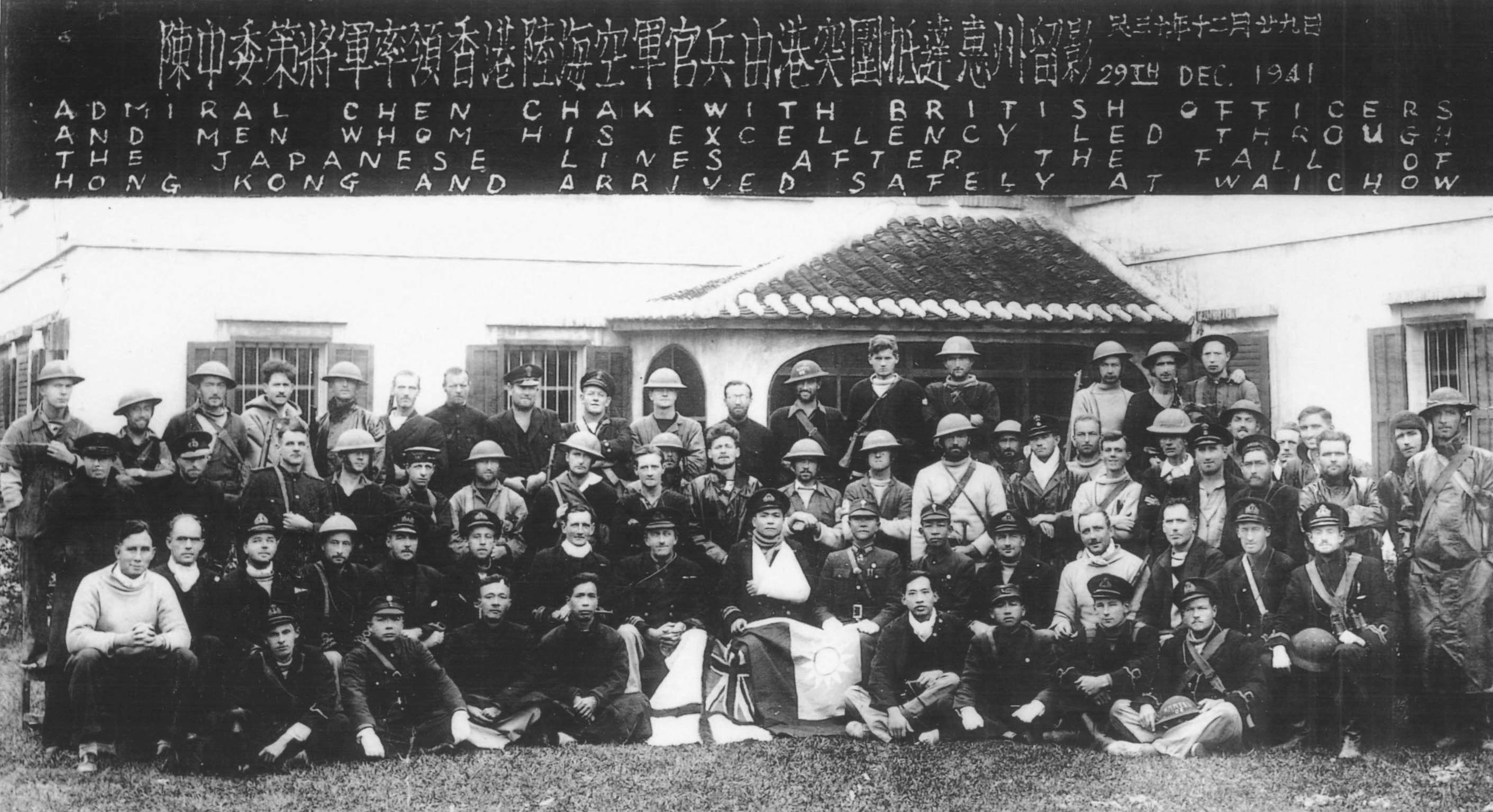
1941年，陈策率领中英将士成功从香港突围，到达惠州后留影，图中央以三角巾包紮左手臂者为陳策

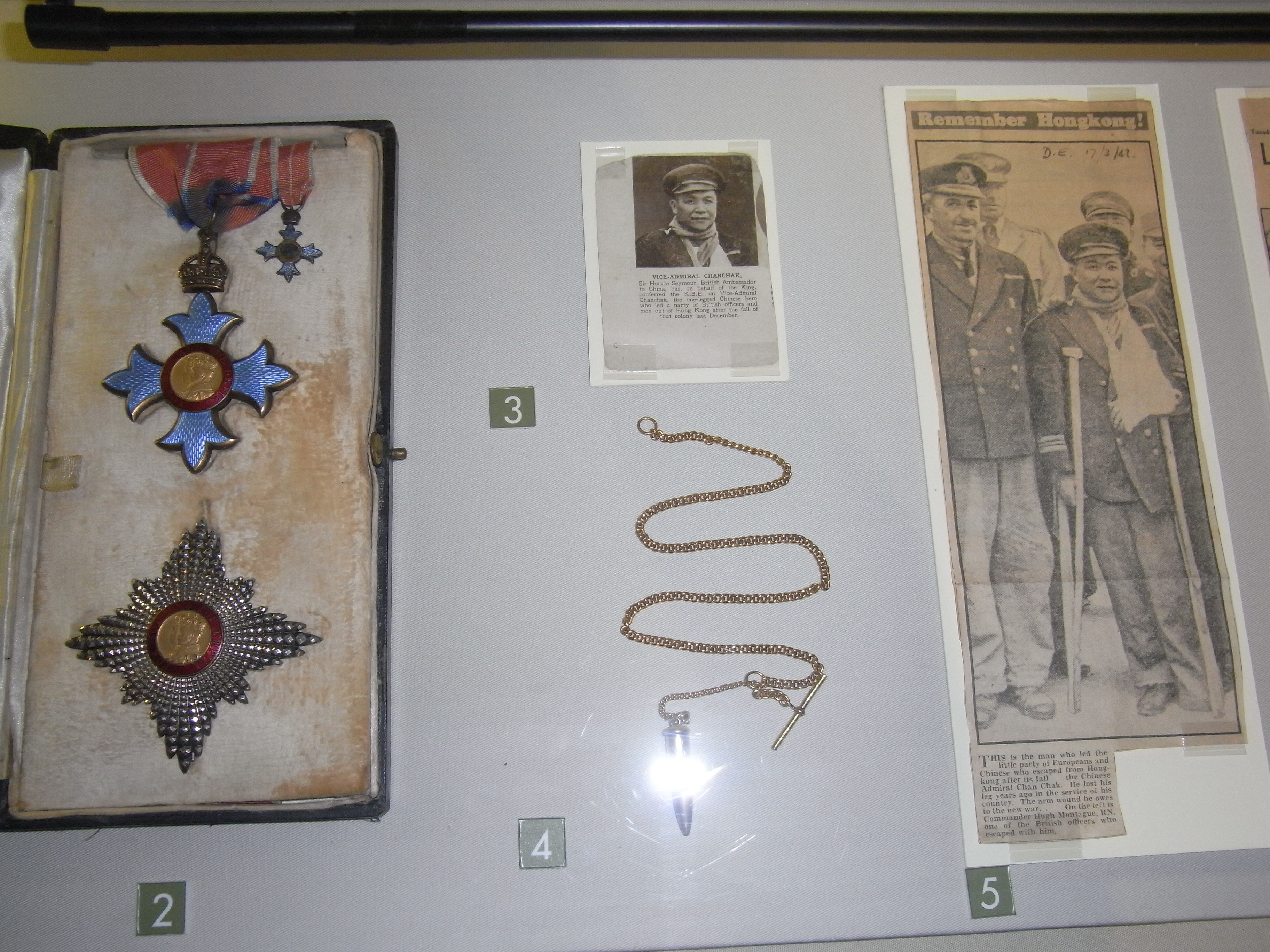
陈策的KBE勋章，及其“受伤纪念”子弹表链

1941年12月8日，珍珠港事变爆发，日军亦开展南方作戰，入侵香港等地，12月10日，“国民党中央驻港临时联合办事处”成立，由陈策担任主任委员，负责情报协助及指挥调度事宜。12月11日，英国自九龙半岛撤退，亲日帮派的“胜利友”借机大肆劫掠，港英当局忙向陈策求援，而陈策则组织一万五千多位亲华幫派成员，协同港英警察维持秩序。12月25日，香港总督楊慕琦决定投降，并将此事电告陈策。之后，陈策宣告开展突围行动，获英国远东情报局局长麦道高、情报局助理罗斯、海军中校满地高、港英陆军作战课长柯凌、港英印警督察罗便臣、海军上尉麦米连等十余名军官及数十名士兵响应。他们借助英军交拨的五艘鱼雷艇与一艘炮艇，开展突围行动，而当时跟随陈策突围的还有徐亨、余兆麒、杨全三位副官。:195-196
12月25日下午，陈策率领72将士乘小艇突围，然而他们在渡过香港仔与鴨脷洲之间的海峡时，却被浅水湾西北角的日军发现。日军动用机枪与小鋼砲对突围将士开火，而在猛烈的火力下，小艇被击毁，小艇的舵手中弹身亡，数名将士负伤，陈策的左手腕亦不幸中弹，血流如注。之后，陈策果断抛掉义肢，命令将士们弃船跳海，游向鴨脷洲，徐亨亦帮助失血过多的陈策跳入海水。在日军的密集扫射之下，将士们于冰冷的海水中借助小艇掩护，游了数小时才登上鴨脷洲。随后，将士们登上前来接应的鱼雷快艇驶向平洲，并与当地的东江纵队接应。最终，鱼雷快艇抵达大鹏半岛的南澳，突围将士们则在东江纵队的帮助下穿过日军的封锁线，经惠州、增城抵达广东临时省会韶关，受到第七戰區司令余汉谋、广东省主席李汉魂等广大军民的欢迎。:196
由于左手腕中弹，陈策留在韶关养伤，而英方突围将士则在中国军民的帮助下经贵州、云南二省及缅甸抵达英属印度，登上回国的轮船。1942年2月初，伤愈后的陈策离开曲江循道医院，应国民政府电召前往重庆述职。抵达重庆后，陈策仍旧受到广大军民的欢迎，并在之后获得中国方面的一等干城勋章与英国方面的KBE勋衔。1942年12月25日，陈策在重庆基督教会受洗，并取“安德烈”为圣名。:196

### 突围之后
1945年5月，陈策在中国国民党六大中继续当选为中央执行委员:548。会后，他便被任命为盟军联络专员、港澳区党务督导员兼广州军事特派员，于粤东兴宁设立办事处，负责军事支援与策反工作。中国抗日战争胜利后，陈策进入广州城，担任广州特别市市长兼中国国民党广州特别市党部主任委员。任职期间，陈策虽将亲信安插进房产局、交通局等部门当长官，但他与部分亲信不同，不存在贪赃枉法的行为。由于战后的广州政事日繁，形势动荡，日渐操劳的陈策逐渐胃病复发、足疾加重，以至在1946年6月选择辞职休养。1947年4月18日，他与宋庆龄、许崇智等人被聘为国民政府顾问:8336。1947年末，陈策回到广州，指导选举事宜，随后于11月21日被选为第一屆國民大會廣東省代表。1948年冬，余汉谋力邀陈策担任广东綏靖公署副主任，陈策苦辞不果，只得于1949年初就任该职。:197

### 与世长辞
1949年8月31日子夜，陈策因胃溃疡复发，在广州大德路海军联谊社寓所病逝，终年55岁。关于陈策的具体死因，有多种说法。陈策后人援引《星岛日报》与陈策近侍的说法，指陈策早在1942年突围后便患有胃溃疡，甚至因大咯血被送往曲江循道医院治疗，经输血才幸免于难。此后，医生多次警告陈策要远离烟酒与鱼生，但陈策不甚在意，仍旧嗜好烟酒，胃溃疡也时好时坏。1949年6月7日，妻子梁少芝病逝，陈策更是常常对着妻子遗像落泪，健康情况有所下滑。至1949年8月29日，陈策既饮酒又吃鱼生，当日即出现便血问题。8月30日，陈策一边与客人畅谈，一边抽烟喝茶，在亢奋状态下抑制了胃痛。至21时，陈策上床休息，副官发觉其脸色与鼾声不对劲，急忙电告医生，待到医生来到陈策身边时，陈策已因急性胃溃疡复发，于8月31日子时病逝，错过了及时治疗的机会。当时在场的陈策副官杨全也指出：“陈策是胃出血致死的“。:151-152
除上述说法外，还有其他观点：一说陈策数日前在游泳后进食过多鱼生粥，当晚因便血致死；一说陈策长期受足疾与胃病折磨，依赖安眠药入睡，结果长睡不醒；一说认为陈策准备投共，被军统特务陈静涛暗杀；一说认为余汉谋委托陈策指挥珠三角地區的军事，陈策听后欣喜若狂，与同僚饮酒过多，最终诱发急性胃炎而死；还有一说认为陈策在妻子死后便破产，并因此自杀。
陈策逝世后，广州地区为其下半旗致哀，国民政府则为其成立治丧委员会，成员包括孙科、吴铁城、许崇智、余汉谋、张发奎、陈济棠、李汉魂、薛岳、朱家骅、邹鲁、李文范、郑彦棻、欧阳驹、陈庆云、张惠长、郑介民、马超俊、萧同兹、梁寒操、陆幼刚、杨元忠、邢森洲、陳劍如、徐堪、洪兰友、陈立夫、李大超、袁良骅、丁培龙、吴乃宪三十人（多为在广东的党政军要员）:152。此外，陈策的追悼会还有许崇智、许世英、李大超、利銘澤、曾榕、余兆麒、郭德华、罗文锦、周锡年、周埈年、胡好、郭贊、郭泉等三十三位主办人（多为在香港的工商界名流）:580。
1949年9月2日上午10时，陈策身穿海军中将制服入殓，并以基督教仪式出殡，该仪式由中华圣公会的包姓牧师主持。仪式后为追悼会，出席者涵盖李宗仁（为陈策献上“英风宛在”的匾幛）、吴铁城、余汉谋（负责主持追悼会）、薛岳、欧阳驹（负责致悼词）、于右任（为陈策献上“义气盟军中，忠诚国父知”的挽联）、邹鲁、李汉魂等国民党要员。11时，灵车出发，由蒋介石“忠党爱国”与李宗仁“失我贤良”两幅祭幛先行，在“陈府出殡”横额之后，为行进的警员乐队、陆军仪仗队、海军仪仗队与海军陆战队仪仗队，六名海军军官手捧陈策勋章，同海军队伍及亲属家人殿后。这支送葬队伍途径大德路、中华路、惠爱路至大东门辞灵，最终安葬进广东海军坟场。葬礼期间，前来赴吊者有近万人之众。:152-153
1949年9月13日，国民政府明令褒扬陈策，称：“陈策秉性忠贞，夙娴韬略，早岁加入同盟，志存匡复。屡经艰险，终始不渝。讨陈之役，承国父之命，督率海防舰队奋勇作战，旋复袭取江大、江固、龙骧等六十余舰，迎护国父回粤，奠定革命基础，勷赞大业，厥功甚伟。任广东舰队司令兼海军学校校长、海军第一舰队总司令、虎门要塞司令等职，储材建军，不遗余力。抗战时期，任驻港军事代表，协同友军作战，致受创伤，尤为中外所称服。胜利后，任广州市长，于市政兴革，悉力擘划，建树良多，近任广东绥靖副主任，正期长才襄赞，完成戡乱建国大业，兹闻溘逝，怛悼殊深，应予明令褒扬，以彰往绩，而示来兹。”
陈策一直安葬在广东海军坟场，直到1962年，中共当局为修公路而拆除海军坟场，并要求相关人员迁坟。尽管迁坟消息已登报三个月，但远在英、美两国的陈策后人均不知此事，中共当局便决定掘墓开棺。由于棺木质量优良，逝后13年的陈策遗体仍保存完好，使旁观者倍感惊奇。开棺4小时后，陈策的遗体逐渐风化，工作人员连忙用纳骨塔装好，移交广州市民政局保存。1970年，陈策后人耗巨资在香港荃灣華人永遠墳場购置墓地，并将陈策遗体迁葬于此，直至今日。:166

## 轶事

### 拒不吃蛇的广东人
据陈策次子陈安国回忆：1911年，陈策与张云逸指挥炸弹队、敢死队攻打琼州府城（即海口），但由于双方力量悬殊，革命军最终惨败，陈策只得下令撤退。途中，陈策的脚部不幸中弹，一步一拐地逃到水田边，清军也跟着开枪追击，意图活擒陈策。情急之下，陈策跳入附近的水渠躲藏，却意外遇到一条吐信子的银环蛇，吓得陈策不敢动弹。正当清军用竹竿探渠时，银环蛇突然从旁边的野菠萝丛中窜出，扑向清军，吓得清军弃杆而逃，陈策因而幸免于难。为感谢蛇的救命之恩，陈策发誓终生不吃蛇肉。

### 推动海南建省
自参与国民革命以来，陈策数次主张海南岛独立建省：1921年，陈策与王斧、郑里铎等琼籍要员发起“琼崖改设行省筹备会”，聘胡汉民、廖仲恺、吴铁城诸人为顾问。此后，王斧谒见孙中山时汇报情况，孙中山则指示琼崖建省可命名为“广南省”。尽管陈策等人热心推进建省事业，但由于六一六事变，广东形势动荡，琼崖建省一事未果。
1947年3月24日，陈策等48人在国民党六届三中全会上提交《请迅将琼崖改设海南省以便清除匪祸安定西南并利开发富源加强国防案》，获大会通过，此举也推动了海南特别行政区的成立。

### 心系乡亲
陈策虽离乡多年，却始终心系乡亲。中国抗日战争期间，陈策辗转于桂林、重庆等地工作，常常接济逃难的同乡或亲友，从不推辞。尽管全家窝在重庆广东银行3楼的狭小空间，陈策也仍旧吩咐妻子临时搭床，为来客安排住宿。平日里，在陈策家里吃饭的人常达二三十人之多。据陈安国回忆，一次，陈策出门办事时，遇到上门求助的同乡，可他身上并未带钱，便前去找在外打麻将的妻子。陈策嫌妻子钱少，又当场向几位牌友每人借几百块钱，悉数交给同乡。在场众人见此场景，多为陈策的慷慨而动容。

## 家庭
陈策有陈明周、陈明臣两个弟弟。其中陈明周在陈策的鼓励下报考广东航空学校，毕业后加入中华民国空军，成为空军中校。抗战期间，陈明周参与淞沪会战、武汉会战的空袭行动，后因伤退役。而陈明臣（后改名陈籍）曾在日本与德国学习军事，后成为陆军少将，参与抗日战争。
陈策的第一任妻子是司徒云英，二人结识于1915年11月，后于1919年结婚;1924年，24岁的司徒云英因病逝世后，陈策便在次年秋天与梁少芝结婚，直到40岁的梁少芝于1949年6月7日病逝。:180-182
陈策有12个子女，其中9个女儿均属“琼”字辈。陈策的长女陈琼蕙是密苏里大学新闻系的硕士，后来成为中央通讯社芝加哥分社的负责人之一，她的丈夫伍庆培亦是伍朝枢的儿子。陈策的两个儿子陈安邦、陈安国曾在英国留学，后来成为空调工程师，并创立邦国工程有限公司。陈安邦、陈安国分别为美籍华人与英籍华人，前者曾是香港海南同乡会的理事长，后者曾是三届海南省政協委員、香港海南同乡会监事长与伦敦华侨协会的创始人。陈策家族共有三百多人，其中最著名的后代是陈安国的长女、第29屆金馬獎影后陈令智。